# فرار از زندان (فیلم ۱۹۳۸)
فرار از زندان (به انگلیسی: Prison Break) فیلم درام جنایی آمریکایی محصول سال ۱۹۳۸ می‌باشد که آرتور لوبین آن را کارگردانی کرده‌است.

## داستان
یک ماهی‌گیر برای آن که دوست بی‌گناهش را نجات بدهد، به قتل یک شخص اعتراف می‌کند. چون اعتقاد دارد دوستش آن کار را نکرده‌است.